# WCT Finals 1980
Il WCT Finals 1980 è stato un torneo di tennis giocato sul sintetico indoor. È stata la 10ª edizione del torneo, che fa parte del Volvo Grand Prix 1980. Il torneo si è giocato al Reunion Arena di Dallas negli Stati Uniti dal 28 aprile al 4 maggio 1980.

## Partecipanti

### Teste di serie
| Nazionalità | Giocatore       | Ranking | Testa di serie |
| ----------- | --------------- | ------- | -------------- |
| Stati Uniti | John McEnroe    | 3       | 1              |
| Stati Uniti | Jimmy Connors   | 2       | 2              |
| Stati Uniti | Ivan Lendl      | 21      |                |
| India       | Vijay Amritraj  | 34      |                |
| Stati Uniti | Johan Kriek     | 35      |                |
| Stati Uniti | Bill Scanlon    | 41      |                |
| Stati Uniti | John Sadri      | 45      |                |
| Svizzera    | Heinz Günthardt | 51      |                |

## Campioni

### Singolare maschile
Jimmy Connors ha battuto in finale  John McEnroe con il punteggio di 2–6, 7–6, 6–1, 6–2